# 2007年世界越野錦標賽
2007年世界越野錦標賽是一场2007年3月24日在肯尼亚蒙巴萨蒙巴萨高尔夫球场上举办的越野锦标赛。整个竞标赛由四场比赛组成，分别是成人男子和女子以及青少年男子和女子比赛。所有比赛均包括个人比赛和团队比赛。1998年到2006年间引入的短距离赛跑被放弃，世界越野錦標賽恢复为一日比赛。格拉斯哥《先驱报》和世界田径联合会均对这次比赛做报道。

## 准备工作
肯尼亚田径运动申请举办这次比赛，它使用的口号是“越野回到家乡”，来强调肯尼亚和东非运动员传统在这些比赛中的成绩。不过肯尼亚好的跑步运动员都不是来自肯尼亚滨海省的。事实上肯尼亚成绩最高的跑步运动员都是来自裂谷省的卡伦金部落的人，他们的居住地离蒙巴萨有约700到800千米的距离。选择蒙巴萨的原因是因为这里比肯尼亚其它地方较好的基础设施。2007年的世界越野錦標賽是20年前在奈洛比举办的1987年全非運動會以来在肯尼亚举办的最大的国际运动会之一。
美国迈阿密和西班牙马德里也申请举办2007年的越野竞标赛，但是两者在最后表决前都撤回了他们的申请。此前世界越野竞标赛一共在非洲举办过三次：1975年和1998年在摩洛哥以及1996年在南非。
世界田径联合会还在蒙巴萨召开过会议来决定2011年和2013年的世界越野锦标赛举办地点。

## 赛跑轨迹和条件
蒙巴萨是肯尼亚第二大城市，是一个大港口和旅游中心。赛事在基林迪尼港以东蒙巴薩島上的蒙巴萨高尔夫球场举办。跑步道路多弯但是相当平坦。地面主要是草地。
天气是典型的蒙巴萨天气：阳光充沛，酷热和潮湿，对运动员来说很艰苦。这样的天气条件会影响来自其它纬度的运动员，但是对于来自比较凉爽的高原地区的肯尼亚和埃塞俄比亚运动员来说也有影响。受害者之一是肯尼亚选手宝琳·科里克维昂，她试图维护她去年女子少年冠军的头衔但是在终点前1千米处晕倒。

## 奖牌
| Event               | 金牌                   | 金牌  | 银牌                       | 银牌  | 铜牌                         | 铜牌  |
| 个人                |                        |       |                            |       |                              |       |
| 男子成年 （12千米） | 泽尔塞纳伊·塔德塞 ·    | 35:50 | 摩西·莫索普 ·              | 36:13 | 伯纳德·基普耶戈 ·            | 36:37 |
| 男子少年 （8千米）  | 阿斯贝尔·基普罗普 ·    | 24:07 | 文森特·切普科克 ·          | 24:12 | 马修·基索里奥 ·              | 24:23 |
| 女子成年 （8千米）  | 劳娜·基普拉加特 · 荷蘭 | 26:23 | 蒂鲁内什·迪巴巴 · 衣索比亞 | 26:47 | 迈瑟勒奇·梅尔卡姆 · 衣索比亞 | 26:48 |
| 女子少年 （6千米）  | 利内特·马塞 ·          | 20:52 | 莫西·科斯盖 ·              | 20:59 | 维罗妮卡·万吉鲁 ·            | 21:10 |
| 团队                |                        |       |                            |       |                              |       |
| 男子成年            |                        | 29    | 摩洛哥                     | 152   | 乌干达                       | 191   |
| 男子少年            |                        | 10    |                            | 44    | 衣索比亞                     | 54    |
| 女子成年            | 衣索比亞               | 19    |                            | 26    | 摩洛哥                       | 99    |
| 女子少年            |                        | 13    |                            | 33    | 衣索比亞                     | 36    |

## 参赛运动员
据非官方统计63个国家的470名运动员参加比赛。这个数据与官方发表的数据等同。 刚果民主共和国和 的运动员没有来。

| - 阿尔及利亚 (7) - 安哥拉 (3) - (18) - 奥地利 (1) - 巴林 (1) - (5) - 巴西 (9) - (12) - 喀麦隆 (1) - 加拿大 (11) - 中國 (4) - 哥伦比亚 (4) - (1) - 捷克 (1) - (1) - 埃及 (2) - 赤道几内亚 (1) - (23) - 衣索比亞 (27) - 法國 (11) - (1) | - 德国 (5) - (2) - (1) - 愛爾蘭 (1) - 義大利 (9) - 日本 (26) - (27) - 賴索托 (2) - 利比里亚 (1) - 盧森堡 (1) - 马拉维 (2) - 模里西斯 (2) - 摩洛哥 (27) - 荷蘭 (1) - 新西兰 (5) - 尼日尔 (1) - 秘魯 (4) - 波蘭 (2) - 葡萄牙 (13) - (10) - 羅馬尼亞 (1) | - 俄羅斯 (7) - 卢旺达 (12) - 塞舌尔 (1) - (2) - 南非 (16) - 西班牙 (19) - 苏丹 (9) - (2) - 瑞典 (1) - 瑞士 (1) - (2) - 坦桑尼亚 (24) - 土耳其 (2) - 乌干达 (26) - 阿联酋 (1) - 英国 (25) - 美国 (16) - 委內瑞拉 (1) - 葉門 (4) - 尚比亞 (6) - 辛巴威 (6) |